# Cueva del Buxu
La Cueva del Buxu es una cavidad natural en la roca que se encuentra situada en el Principado de Asturias, España. En su interior se han encontrado manifestaciones de arte prehistórico del periodo Solutrense y Magdaleniense, entre ellas representaciones de animales, como caballos y ciervos, así como figuras geométricas que han sido llamadas tectiformes y podrían representar trampas de caza. También se ha encontrado el colmillo de oso de las cavernas con la imagen de un ave grabada, pieza que se encuentra expuesta en el Museo Arqueológico de Asturias y debió de utilizarse como colgante, pues presenta un orificio en la parte proximal. Dentro de la industria lítica, se han encontrado diferentes objetos fabricados en sílex, principalmente raspadores. La cueva fue declarada monumento en el año 1985. Se encuentra ubicada en el concejo de Cangas de Onís, en el pueblo de Cardes, desde donde es preciso llegar a pie, recorriendo una senda de un kilómetro de longitud. La cueva fue lugar de inspiración del dibujante y arqueólogo Roberto Frassinelli. Es uno de los enclaves calificados como "mágicos" por Juan García Atienza.

## Senda
El camino que conduce a la carretera del unicornio es una senda de un km de longitud en ascenso, bien acondicionada mediante escalones para facilitar la subida. Parte del pueblo de Cardes en el punto 43°21′17″N 5°05′44″O / 43.354624, -5.095513, terminando en el recinto en 43°21′27″N 5°05′57″O / 43.35761, -5.0991. El acceso a la cueva solo es posible mediante cita previa, permitiéndose la entrada a pequeños grupos de 6 personas, hasta 25 personas al día como máximo. La visita dura unos 40 minutos, un guía realiza el recorrido y la descripción del lugar, pues las pinturas son difíciles de ver para los no iniciados.

## Historia del descubrimiento
En diciembre de 1916, Ricardo Duque de Estrada (Conde de la Vega del Sella), aficionado a la arqueología, envió a su prospector, Cesáreo Cardin, a realizar una inspección de la Cueva de las Inxanas, pero equivocándose de ruta, descubrió a través de un pequeño pasadizo, la cueva del Buxu, situada en la Peña Ancueva, muy cerca del arroyo de Entrepeñas en Cardes, Concejo de Cangas de Onis. El Conde de la Vega del Sella realizó el estudio del descubrimiento y publicó en 1918 un trabajo sobre los hallazgos del lugar en colaboración con Hugo Obermaier.